# Kraljevica

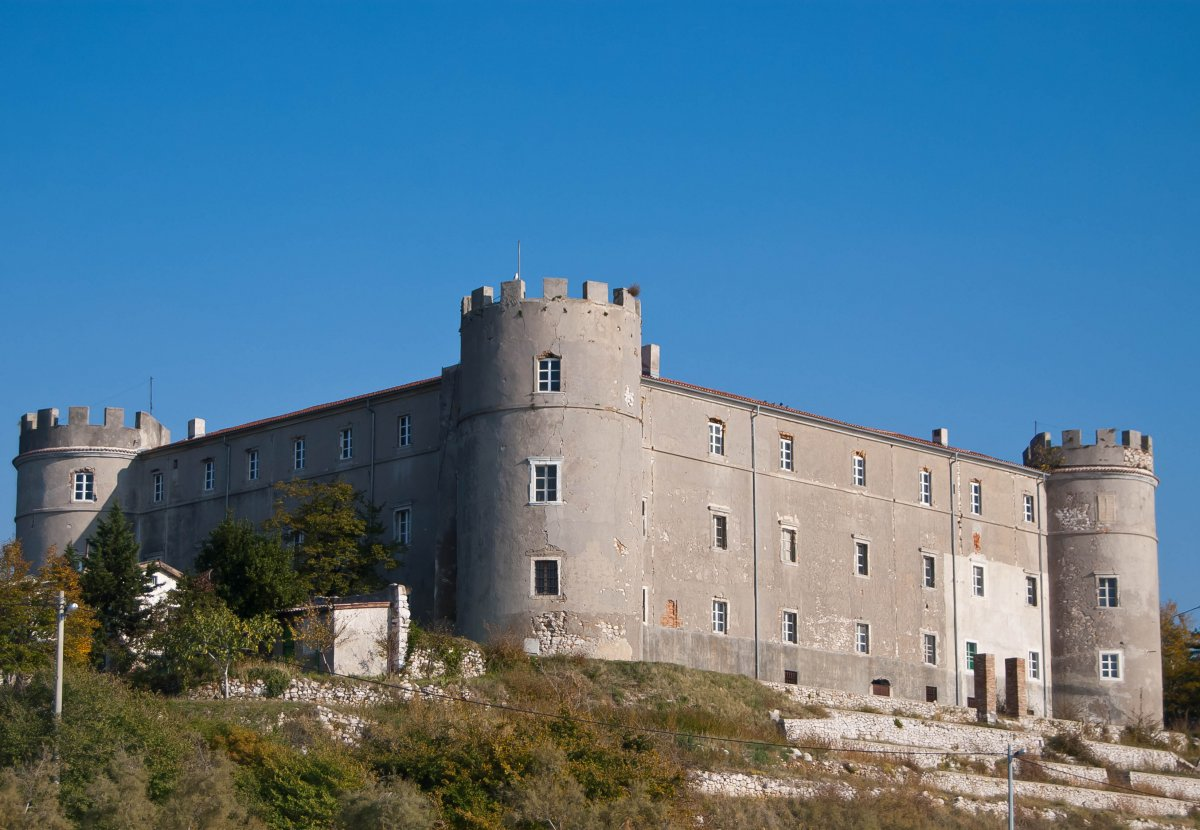
Frankopanský hrad v Kraljevici

Kraljevica (italsky Porto Re) je město a přímořské letovisko v Chorvatsku v Přímořsko-gorskokotarské župě. Nachází se u Bakarského zálivu, asi 15 km jihovýchodně od Rijeky. V roce 2001 žilo v Kraljevici 2 897 obyvatel, v celé opčině pak 4 579 obyvatel.
Nejbližšími městy jsou Bakar a Crikvenica, blízko je také letovisko Jadranovo a vesnice Omišalj na Krku. Připadající stejnojmenná opčina zahrnuje kromě města i vesnice Bakarac, Bobuši, Kavranić, Križišće, Mali Dol, Oštro, Šmrika a Veli Dol.

## Doprava
Nejvýznamnějšími dopravními komunikacemi města jsou dálnice A7, která zde končí, a silnice D8. Dalšími významnými silnicemi v opčině jsou D102 (která také zahrnuje most Krk) a D501. Ve městě sídlí společnost Kraljevica Shipyard, což je jedna z nejstarších loděnic na světě.

## Turistický ruch
Vzhledem k rozsáhlé loděnici přes celé město není Kraljevica turisty pro delší pobyt příliš vyhledávána, protože zde nejsou žádné pláže. K delším pobytům jsou vyhledávána především blízká letoviska Bakarac a Oštro, popř. ostrov Krk. Díky loděnici, ale i hradu Frankopanů z 11. století je však Kraljevica oblíbenou výletní destinací.